# Government Communications Security Bureau

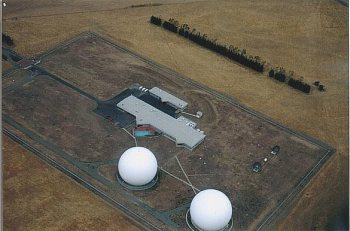
GCSB-Anlage in Waihopai

Das Government Communications Security Bureau (GCSB), in Maori Te Tira Tiaki, ist ein Nachrichtendienst der neuseeländischen Regierung. Zuständig für die Geheimdienste ist Andrew Little (NZLP) als Minister für das GCSB und den New Zealand Security Intelligence Service.

## Geschichte
Im Jahr 1977 genehmigte der damalige Premierminister Robert Muldoon die Gründung des Government Communications Security Bureau. Bis zu diesem Zeitpunkt oblag der Schutz vor dem Abhören der Regierung, hier im Speziellen die Sicherheit der Kommunikation, auch COMSEC genannt und die Sicherheit der technischen Einrichtungen der Regierung, TECSEC genannt, in der Verantwortung der beiden Diensten der New Zealand Defence Force (NZDF) und des New Zealand Security Intelligence Service (NZSIS). Auch das Abhören von Funksignalen über die Landesgrenzen hinaus, das als SIGINT bezeichnet wurde und zu dem Neuseeland seit dem Ersten Weltkrieg in der Lage war, wurde der neuen Organisation zugeordnet.
Von der Gründung des GCSB bekam die Öffentlichkeit zunächst nichts mit, da Funktion und Aktivitäten des Dienstes geheim gehalten wurden. 1980 teile Muldoon dann die Existenz des Dienstes mit seinen Aufgaben zu COMSEC und TECSEC dem Kabinett und den Oppositionsführern mit und im Jahr 1984 erreichte die Information über den Dienst mit all seinen Aufgaben schließlich auch die Öffentlichkeit. 
Seit 1986 nutzt das Government Communications Security Bureau Mitglieder der Royal New Zealand Navy Electronic Warfare (EW) Operators und deren Schiffe zur Informationsgewinnung. Zwischen 1986 und 1990 wurden die Fregatten HMNZS Canterbury, HMNZS Wellington, HMNZS Waikato und HMNZS Southland mit elektronischen Kampfmitteln und Überwachungstechnik aus den USA ausgerüstet. Auch das Hydrographie-Schiff HMNZS Monowai wurde vom GCSB genutzt um den Militärfunk der Fijian 1987 während der Machtübernahme der indo-fijian und Commonwealth-kritischen Fidji Labour Party (FLP) zu stören.
Im Frühjahr des Jahres 2000 startete die Regierung dann ein Gesetzgebungsverfahren, das das GCSB auf eine ähnliche rechtliche Grundlage stellten sollte wie das NZSIS. 2001 wurde das Centre for Critical Infrastructure Protection (CCIP) eingerichtet, dass für den Schutz der kritischen Infrastruktur zuständig sein sollte und im April 2003 schloss man das Gesetzgebungsverfahren um das GCSB mit einem Gesetz ab.
2010 begann das GCSB für den neu geschaffenen Bereich Geospatial and Imagery Foreign Intelligence (GEOINT) Analytiker anzuwerben. Da der Bereich sich aber mit den Aufgaben der New Zealand Defence Force überschnitt, wurde GEOINT zwei Jahre später an die New Zealand Defence Force abgegeben. Im Juni 2011 publizierte man die New Zealand Cyber Security Strategy (NZCSS) und als Teil der Strategie gründete man im September 2011 das National Cyber Security Centre (NCSC) innerhalb der GCSB.
Nachdem im September 2012 gesetzwidrige Abschnitte in der Gesetzesgrundlage des GCSB entdeckt und ein Bericht dazu am 9. April 2013 freigegeben wurde, gab es zunächst zum 27. September 2013 einige Gesetzesänderungen, doch im März 2016 legten die spätere Generalgouverneurin Patsy Reddy und der frühere Finanzminister Michael Cullen ihren Bericht zur Überarbeitung des Gesetzes vor. Der Intelligence and Security Act 2017, der daraus folgte, bekam am 28. März 2017 sein Royal Assent und Rechtskraft mit dem 1. April desselben Jahres.

## New Zealand Intelligence Community
Das Government Communications Security Bureau ist Teil der sogenannten New Zealand Intelligence Community (NZIC), zu der der New Zealand Security Intelligence Service (NZSIS) und das National Assessments Bureau (NAB) gehört. Während das NZSIS alle verfügbare Daten sammelt, die die Sicherheit Neuseelands betreffen, sie analysiert, Berichte erstellt und sicherheitsbezogene Empfehlungen gibt, versucht das NAB, das Teil des Department of the Prime Minister and Cabinet (DPMC) ist, Ereignisse und Entwicklungen zu beurteilen und abzuschätzen. Auch die New Zealand Defence Force (NZDF) (Verteidigungsstreitmacht), die New Zealand Police (Polizei), der New Zealand Customs Service (Zoll) und das Immigration New Zealand (Einwanderungsbüro) verfügen über Abteilungen mit nachrichtendienstlichen Aufgaben. Alle diese Dienste arbeiten in der NZIC zusammen und tauschen sich aus.

## Five-Eyes
Unter dem Begriff Five-Eyes wird die multilaterale UKUSA-Vereinbarung verstanden, unter der sich die Nachrichtendienste der Vereinigten Staaten (National Security Agency (NSA)), des Vereinigten Königreichs (Government Communications Headquarters (GCHQ)), von Kanada (Communications Security Establishment (CSE)), Australien (Australian Signals Directorate (ASD)) und Neuseeland zum Austausch von nachrichtendienstlichen Informationen in einem Netzwerk zusammengeschlossen haben.

## Aufgaben
- Schutz der nationalen Sicherheit Neuseelands durch Erbringung von Sicherheitsdienstleistungen, Beratung, Unterstützung und Empfehlungen, Zusicherung von Informationen und Aktivitäten im Bereich der Sicherheit im Cyberspace
- Sammeln und Analysieren von nachrichtendienstlichen Informationen nach Vorgaben und Anweisungen der Regierung
- Beitrag zu den internationalen Beziehungen leisten und zum Wohle der Nation und der Wirtschaft des Landes beitragen
- Kooperation mit dem New Zealand Security Intelligence Service und Unterstützung der New Zealand Defence Force und der New Zealand Police[6]

Überwacht werden die Tätigkeiten des Government Communications Security Bureau durch den Inspector-General of Intelligence and Security, der unabhängig die Kontrolle der Geheimdienste wahrnimmt.

## Illegale Überwachung von Personen
In die Kritik gekommen waren die Aktivitäten des Government Communications Security Bureau im Jahr 2012, nachdem die damals illegale Überwachung des ehemaligen Betreibers der Internetplattform Megaupload, Kim Dotcom alias Kim Schmitz, an die Öffentlichkeit kam. Nach damaligem neuseeländischen Recht durften die Geheimdienste des Landes keine neuseeländischen Bürger oder Bürger, die ihren Wohnsitz in Neuseeland hatten, überwachen. Das Government Communications Security Bureau hatte dies aber zur Unterstützung der Polizei auf der Suche nach Kim Dotcom getan, indem sie seine Kommunikation überwachten und so seinen Standort herausfanden. Der damalige Premierminister John Key beauftragten daraufhin den dafür zuständigen Inspector-General mit der Untersuchung des Falls.
Als Reaktion auf den Fall ließ Key ein Jahr später den Government Communications Security Bureau Act 2003 mit seiner Regierungsmehrheit ändern, wonach die Überwachung von Neuseeländern durch den Geheimdienst nun in bestimmten Fällen erlaubt wurde, was Ängste vor der totalen Überwachung durch den Staat in der Bevölkerung hervorrief. Die große Mehrheit in der Bevölkerung lehnte das Gesetz nach Umfragen aus dem Grund auch ab.